# انتخابات الرئاسة السنغالية 2000
انتخابات الرئاسة السنغالية 2000 هي انتخابات رئاسية جرت في السنغال في 27 فبراير 2000 وجرت الجولة الثانية في 19 مارس بسبب عدم تمكن المرشحين في الجولة الأولى من الفوز بأكثر من 50٪ من الأصوات. على الرغم من فوز الرئيس الحالي عبدو ضيوف من الحزب الاشتراكي بأكبر عدد من الأصوات في الجولة الأولى، إلا أنه خسر أمام زعيم المعارضة عبد الله واد من الحزب الديمقراطي السنغالي في الجولة الثانية، وهي المرة الأولى التي يخسر فيها الحزب الاشتراكي ويفقد السلطة منذ الاستقلال. بلغت نسبة إقبال الناخبين 62.2٪ في الجولة الأولى و 60.8٪ في الجولة الثانية.

## النتائج
| المرشح                             | المرشح                          | الحزب                                | الجولة الأولى | الجولة الأولى | الجولة الثانية | الجولة الثانية |
| المرشح                             | المرشح                          | الحزب                                | الأصوات       | %             | الأصوات        | %              |
| ---------------------------------- | ------------------------------- | ------------------------------------ | ------------- | ------------- | -------------- | -------------- |
|                                    | عبدو ضيوف                       | الحزب الاشتراكي السنغالي ‏            | 690٬917       | 41.30         | 687٬969        | 41.51          |
|                                    | عبد الله واد                    | الحزب الديمقراطي السنغالي            | 518٬740       | 31.01         | 969٬332        | 58.49          |
|                                    | مصطفى نيازي                     | Alliance of the Forces of Progress   | 280٬538       | 16.77         |                |                |
|                                    | دجيبو ليتي كا                   | Union for Democratic Renewal         | 118٬484       | 7.08          |                |                |
|                                    | إيبا دير ثيام                   | Convention of Democrats and Patriots | 20٬164        | 1.21          |                |                |
|                                    | أوسينو فال                      | Republican Party of Senegal          | 18٬604        | 1.11          |                |                |
|                                    | شيخ عبد الله دياي               | جبهة الاشتراكية والديمقراطية         | 16٬211        | 0.97          |                |                |
|                                    | مادمبا سوك                      | Rally of African Laborers–Senegal    | 9٬326         | 0.56          |                |                |
| المجموع                            | المجموع                         | المجموع                              | 1٬672٬984     | 100.00        | 1٬657٬301      | 100.00         |
|                                    |                                 |                                      |               |               |                |                |
| الأصوات الصحيحة                    | الأصوات الصحيحة                 | الأصوات الصحيحة                      | 1٬672٬984     | 98.62         | 1٬657٬301      | 99.37          |
| الأصوات الباطلة والفارغة           | الأصوات الباطلة والفارغة        | الأصوات الباطلة والفارغة             | 23٬400        | 1.38          | 10٬474         | 0.63           |
| مجموع الأصوات                      | مجموع الأصوات                   | مجموع الأصوات                        | 1٬696٬384     | 100.00        | 1٬667٬775      | 100.00         |
| الناخبين المسجلين ومعدل الإقبال    | الناخبين المسجلين ومعدل الإقبال | الناخبين المسجلين ومعدل الإقبال      | 2٬725٬987     | 62.23         | 2٬745٬239      | 60.75          |
| المصدر: African Elections Database |                                 |                                      |               |               |                |                |